# Piosenka o zależnościach i uzależnieniach
Piosenka o zależnościach i uzależnieniach – zbiór wierszy Eugeniusza Tkaczyszyna-Dyckiego, wydany w 2008 roku, za który otrzymał Nagrodę Literacką „Nike” oraz Nagrodę Literacką Gdynia.

## Historia
Tom został wydany nakładem Biura Literackiego we Wrocławiu w 2008 roku; drugie skorygowane wydanie ukazało się w 2009 roku. Kolejne wznowienie wydano 7 maja 2018 roku. Okładkę zaprojektował Artur Burszta, a ilustracje – Elżbieta Lempp.
Podczas wręczenia nagrody „Nike” autor oświadczył: Napisałem tę książkę, bo uznałem, że jestem winny powiedzenia prawdy, której nie mogłem wcześniej wyrazić.
W 2018 roku ukazał się czeski przekład tomu pt. Píseň o návycích a závislostech, którego autorem jest Michael Alexa.

## Tematyka
Wiersze z tomu koncentrują się wokół tematu śmierci i umierania, powracającym motywem jest czytanie nekrologów i szukanie dawnych epitafiów. Natarczywe pisanie o matce paradoksalnie odsłania zdaniem Aldony Kopkiewicz nieobecną postać ojca. Drugim kluczowym motywem jest homoerotyzm oraz seks oralny oraz analny, które konkretyzują się w wierszach poprzez aluzje czy metafory, ale także poprzez dosłowne, naturalistyczne opisy z wykorzystaniem określeń kolokwialnych i wulgarnych. Pojawiają się także motywy skrzywdzonego dziecka czy pięknego cierpiącego młodzieńca, które odwołują się do romantycznego paradygmatu. Inne tematy to schizofrenia i alkoholizm.

## Recepcja
Justyna Tabaszewska określiła książkę słowami: przejmująca w swej czasem monotonnej formie historia różnego rodzaju zależności.
Tomasz Pułka uznał książkę za wzruszającą; jest zdania, że w omawianym tomie poeta mantrycznie pisze jeden wiersz. Edward Pasewicz jest podobnego zdania – sądzi, że wszystkie tematy są podane w pierwszym wierszu, a tom przypomina budową Bachowskie Kunst der Fuge.
Paweł Kozioł uznał książkę za skupiającą się wokół niewystarczalności języka i zauważył w niej nawiązania to twórczości poetyckiej Tadeusza Różewicza.

### Nagrody
- Nagroda Literacka „Nike”[5] (2009[14])
- Nagroda Literacka Gdynia[5] (2009[15])
- nominacja do Wrocławskiej Nagrody Poetyckiej Silesius[5]